# Mallerenga d'Iriomote
La mallerenga d'Iriomote (Sittiparus olivaceus) és una espècie d'ocell passeriforme que pertany a la família Pàrids endèmica de les illes Yaeyama, al sud oest de l'arxipèlag japonès. El nom al·ludeix a Iriomote l'illa principal del grup.
Va ser descrita per l'ornitòleg japonès Nagamichi Kuroda el 1923 com una subespècie de la mallerenga variable (Sittiparus varius olivaceus). El 2014 va passar a considerar-se una espècie separada a causa d'un estudi filogenètic. es diferencia de la mallerenga variable per tenir l'esquena de to verdós.